# 東京福山通運
東京福山通運株式会社（とうきょうふくやまつうん）は東京都江東区に本社を置く運送会社。「王子急便」の名称で、宅配便や企業間のメール便など小口貨物の輸送をはじめ、貸切輸送や特別積合せ事業を行うほか、3PL事業や倉庫業、通関業なども営む。
かつては「王子観光」の名称で観光バス事業も行っていたが、2000年の道路運送法改正と同時に、バス事業が免許制から許可制に変わり、これに追い討ちをかける形で新免事業者が多数参入した。これらの要素が原因で大きく需要が下がり、会社の方針で貨物運送事業に専念することとなり、2002年には観光バス事業を廃止した。現在、観光バス車庫の跡地はDCM東十条店、およびスーパーオートバックス環七王子神谷店に改築されている。
2009年10月1日をもって、第三者割当による新株式の引受けを実施し、福山通運の子会社となった。

## 沿革
- 1944年（昭和19年）12月29日 - 会社設立。
- 1951年（昭和26年）5月 - 倉庫業開始。
- 1957年（昭和32年）9月 - 保険代理業開始。
- 2009年（平成21年）10月 - 福山通運の子会社となる。
- 2010年（平成22年）12月 - 本社を福山通運東京支店内へ移動。
- 2011年（平成23年）7月1日 - 王子くびき運送の事業を新潟王子運送株式会社へ移管。その後、王子くびき運送は同年12月13日付で解散。
- 2016年（平成28年）10月 - 関東王子運送株式会社の本店登記を福山通運東京支店内へ移動。
- 2020年（令和2年）4月1日 - 子会社の王子商事株式会社を吸収合併。
- 2021年（令和3年）8月2日 - 新潟王子運送が新潟福山通運、東北王子運送が東北福山通運に社名変更。
- 2022年（令和4年）8月26日 - 臨時株主総会を開催。同年10月1日付での東京福山通運株式会社への社名変更[2]、及び子会社の関東王子運送の「東京南福山通運株式会社」への社名変更[3]を決議した。

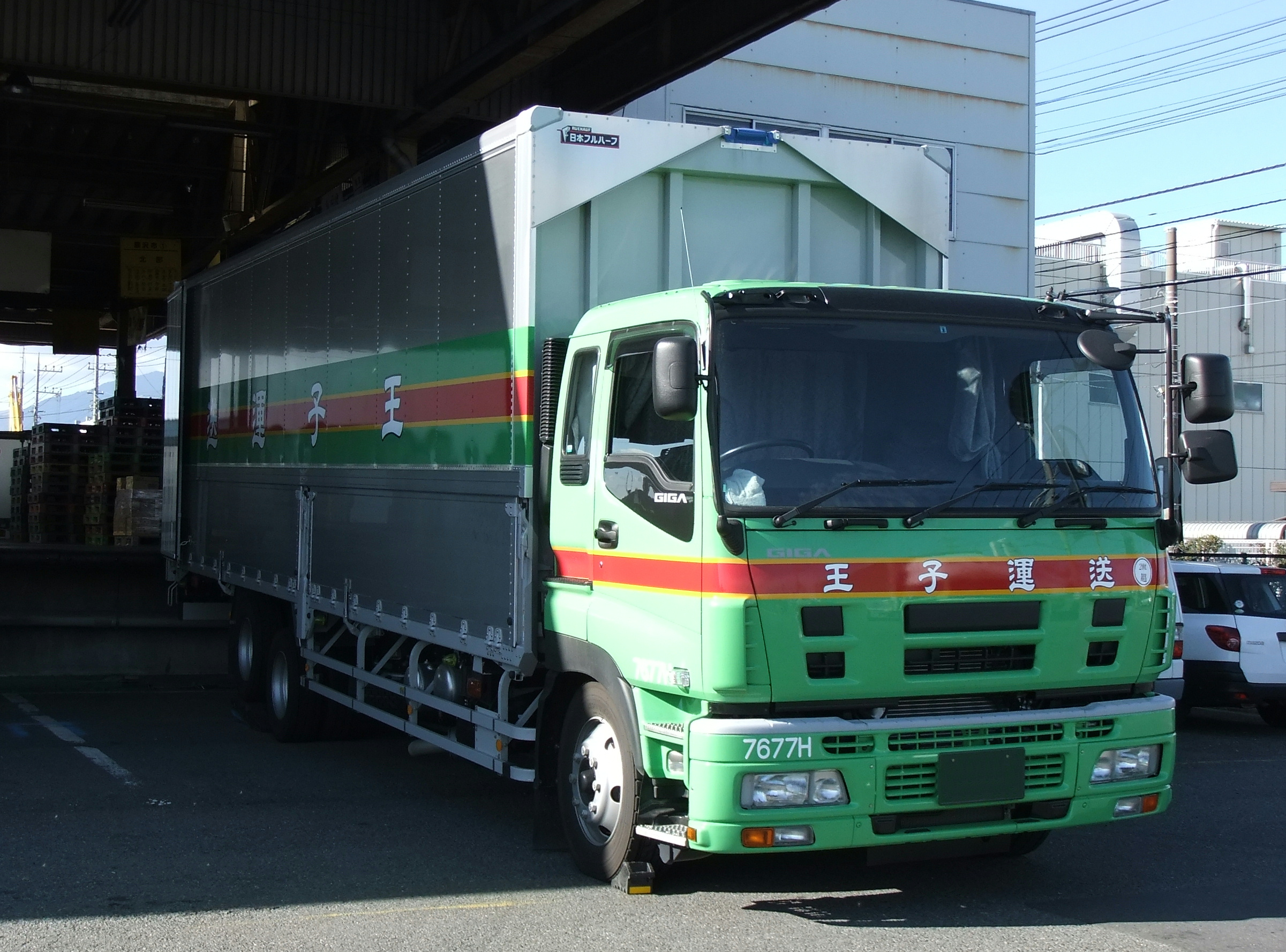
王子運送のトラック （いすゞ・ギガ）
福山通運塗装

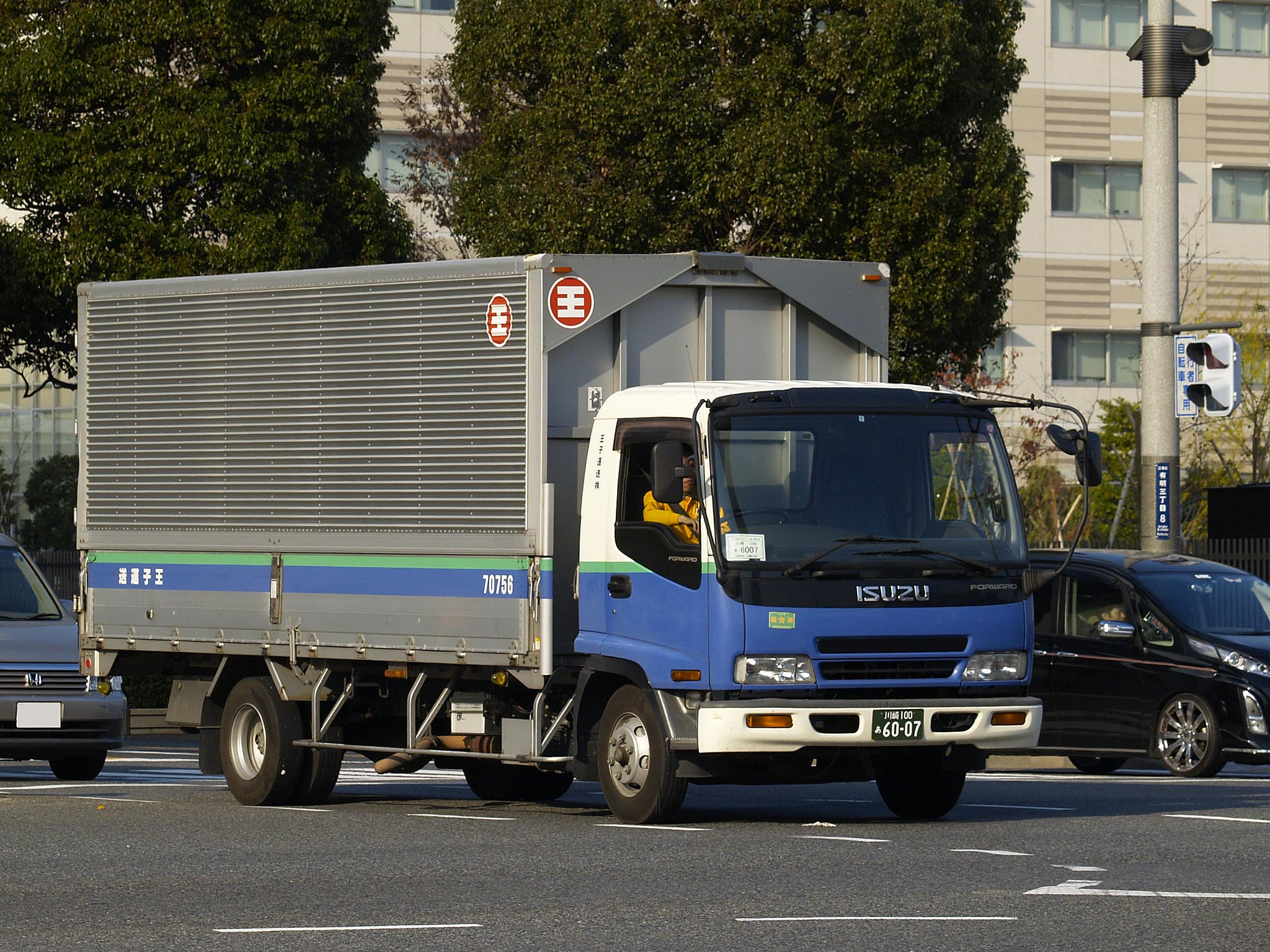
王子運送のトラック （いすゞ・フォワード）
オリジナル塗装

## 関連企業
- 東京南福山通運株式会社 (←関東王子運送←千葉王子運送）
- 新潟福山通運株式会社 (←新潟王子運送）
- 東北福山通運株式会社 (←東北王子運送←福島王子運送(旧))
- 株式会社オー・エス・エス
- 王子エクスプレス株式会社

### かつてあった子会社
- 王子くびき運送株式会社 - 頚城運送倉庫株式会社との合弁会社。2011年に頚城運送倉庫出資分を買い取り完全子会社としたのち、事業を新潟王子運送へ譲渡し、会社清算。
- 宮城王子運送株式会社 - 東北王子運送が吸収。
- 山形王子運送株式会社 - 東北王子運送が吸収。
- 福島王子運送株式会社(新) - 東北王子運送が吸収。
- 王子商事株式会社 - 2020年4月に王子運送が吸収。
- 王子コラボ・マネジメント株式会社- 福山通運資本提携時に存在していた会社。